# Rosa multibracteata
Rosa multibracteata là loài thực vật có hoa trong họ Hoa hồng. Loài này được Hemsl. & E.H. Wilson miêu tả khoa học đầu tiên năm 1906.